# Handalm
Die Handalm ist ein Berg in der mittleren Koralpe. Sie ist 1853 m hoch und liegt nördlich der Weinebene.
Der nächsthöhere Gipfel ist die Brandhöhe (1886 m) südlich der Handalm, die ihrerseits ein Vorgipfel des Moschkogels (1916 m) ist. Die Schartenhöhe der Handalm beträgt 183 m (Weinebenstraße), ihre Dominanz 2,5 km.

## Geografie
Die Handalm liegt auf dem Kamm des Koralpenzuges an der Grenze zwischen der Steiermark und Kärnten. Der Gipfelbereich gehört vollständig zur Steiermark (Gemeinde Deutschlandsberg), die vom Nordwesten kommende Grenze wendet sich ungefähr 250 Meter südlich des Handalmgipfels nach Süden Richtung Weinebene. Der Hang südlich des Gipfels liegt in der steirischen Gemeinde Schwanberg, der Hang im Südwesten gehört zur Kärntner Gemeinde Frantschach-Sankt Gertraud.
Der Gipfel der Handalm liegt etwa 150 m über der Waldgrenze, die in diesem Gebiet bei ungefähr 1700 bis 1800 Metern liegt. Den Gipfelbereich bildet eine kleine Hochebene, die von einigen Felsgruppen überragt wird. In der nördlichen dieser Gruppen befindet sich der trigonometrische Punkt. Bei der Handalm zweigt vom nord-südlich verlaufenden Kamm des Koralpenzuges ein Ausläufer Richtung Osten mit den nächsten Gipfeln Moserkogel (Moseralm), Glashüttenkogel und Kumpfkogel ab. Im Nordosten liegt der Ort Osterwitz.
Im Westen der Handalm setzt sich der Kamm des Koralpenzuges mit dem Weberkogel (auch „Wildbachalm“ genannt) fort, der Gebirgszug schwenkt dann nach Norden in das Gebiet der Hebalm. Im Norden der Handalm liegt das Ursprungsgebiet der Laßnitz in weiten, mehrere Quadratkilometer großen und nahezu unbesiedelten Wäldern, die weitgehend zum Forstgut der Familie Liechtenstein gehören. Diese Wälder werden durch Forststraßen erschlossen, die für den allgemeinen Verkehr gesperrt sind. Bis 1959 verlief in diesem Gebiet die nördliche Zubringerstrecke der Waldbahn Deutschlandsberg. Am Nordosthang der Weinebene entspringt der Osterwitzbach, der bei Freiland bei Deutschlandsberg in die Laßnitz mündet. Süden der Handalm liegt die Weinebene, über welche mit der Weinebenstraße eine Verbindung zwischen der Weststeiermark und dem Lavanttal besteht.
Im Sattel zwischen Handalm und Moserkogel liegt das Handhöhkreuz. Es bezeichnet jene Stelle, an der die alte Wegeverbindung zwischen Weinebene und Osterwitz den Höhenzug überschritt. Da die Handalm aufgrund ihrer Höhenlage oft von dichtem Nebel umgeben ist, handelt es sich bei diesem Kreuz um eine wichtige Wegmarkierung.

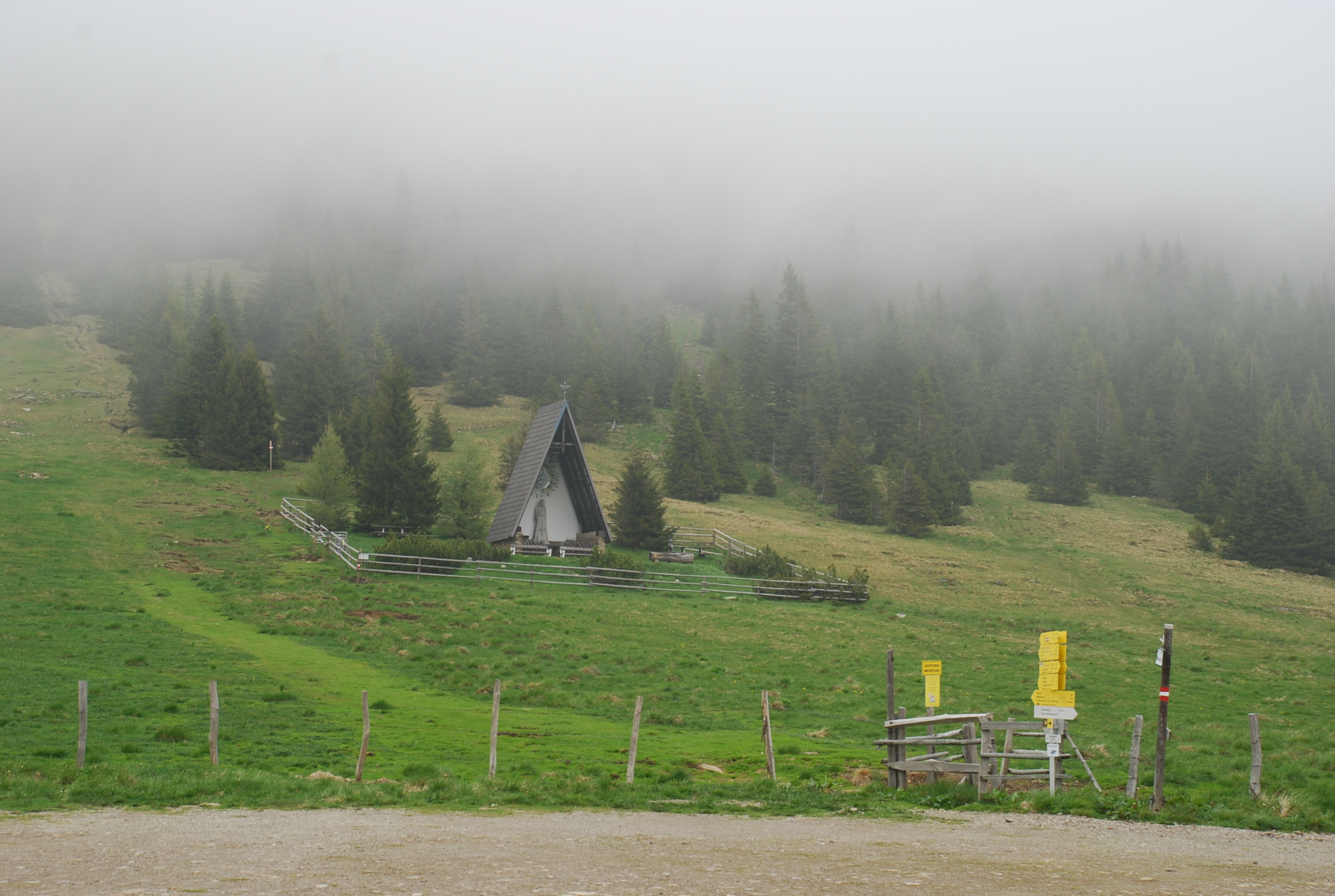
Die Pauluskapelle am Südhang der Handalm an der Weinebene

Die Handalm ist altes Weidegebiet, das Vieh wurde von Hirten beaufsichtigt. Namenslisten der Hirten und nähere Angaben zu ihren Wohnbedingungen sind publiziert.
Auf den Hängen um die Handalm liegen Viehgangeln, die aus der Zeit stammen, in der die Alm noch intensiver als Weide genutzt wurde. Die Grasnarbe ist oft nur dünn, an steileren Stellen rutscht sie ab und bildet Plaiken unterschiedlicher Größe.
Am Fuß des Südhanges der Handalm bei der Weinebene liegt die Pauluskapelle. Sie wurde zu Ehren des Hl. Paulus, des Schutzpatrons der Weitwanderer, 1982/83 errichtet. In ihr befindet sich eine aus Waldviertler Granit geschaffene Statue des Hl. Paulus, die vom Bildhauer Carl Hermann geschaffen wurde.

## Geologie

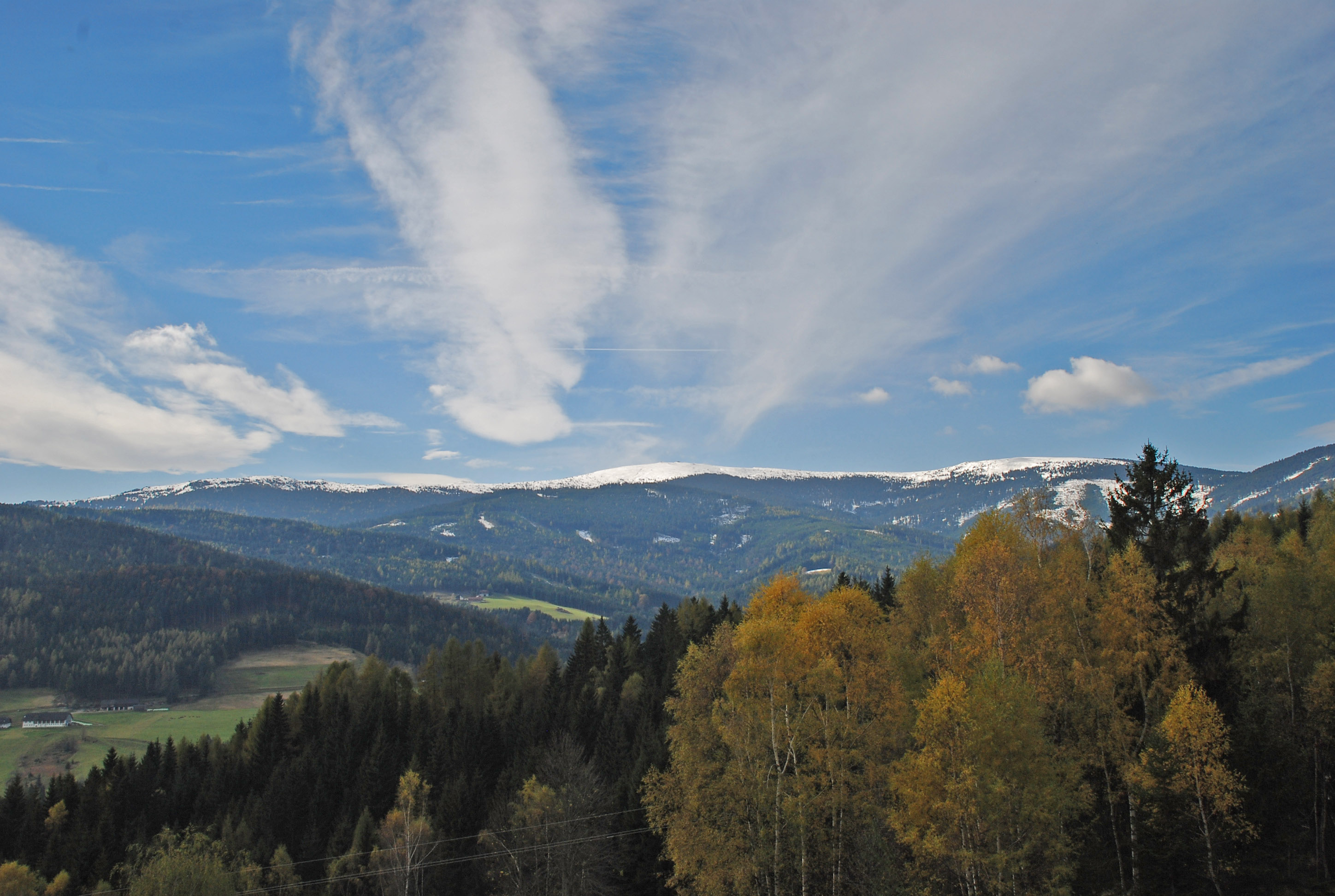
Handalm und anschließende Berge (Handalm Mitte, links Glashüttenkogel mit der Moseralm, rechts Weberkogel/Wildbachalm). Vordergrund Kloster, links Bauernhof Fastlbauer in Osterwitz

Die Handalm besteht aus umgewandeltem (metamorphem) Gestein, dem Koralmkristallin. Dabei handelt es sich im Wesentlichen um Gneis, der durch hohen Druck und hohe Temperaturen entstanden ist. Er ist in zenti- bis dezimeterdicke Platten geformt, in ihm kommen Granatkristalle vor. Das Gestein der Handalm wird als „Plattengneis Typus Stainz: blastomylonitischer, ebenflächiger Augengneis“ bezeichnet.
Es ist Teil eines der acht publizierten Plattengneisgebiete in der östlichen Koralpe, des „Komplex 5 Handalm-Trahütten“.
Das Streichen in diesem Plattengneis folgt hauptsächlich der Nordwest-Südost-Richtung, das Fallen beträgt bis zu 30 Grad, die Lineation bis etwa 15 Grad nach Norden. Diese Werte beruhen auf den geologischen Vorgängen beim Entstehen der Koralpe.
Die Hänge der Handalm bestehen weitgehend aus Hangschutt und Schutthalden (teilweise aus dem Würm), an diesen Hängen liegen auch einige Pegmatite und Marmorlinsen. Die Geologie der Handalm ist wie jene der gesamten Koralpe eingehend untersucht, neben den Werken von Peter Beck-Mannagetta, dessen Spezialgebiet die Geologie der Koralpe war, haben auch andere Autoren bereits früh dieses Thema behandelt.
Die Handalm hat keinen stark ausgeprägten Gipfelbereich. Das ist darauf zurückzuführen, dass die Koralpe, in der sich die Handalm befindet, geologisch ein als Ganzes emporgehobener Gebirgsteil ist, eine sogenannte Pultscholle, deren einzelne Gipfel nicht wie bei anderen Gebirgen durch Auffaltung von Gesteinsmassen entstanden sind, sondern durch ungleich starke Verwitterung einzelner Gesteinsbereiche.
Die Koralpe und mit ihr die Handalm hat die Grundlagen ihrer heutigen Form erst im letzten Teil der Gebirgsbildung der Alpen vor ca. 20 Mio. Jahren erhalten.
Ob die Handalm in den Eiszeiten vergletschert war, ist offen. In einer Karte wird eine Vergletscherung dargestellt,
eine andere Publikation weist darauf hin, dass keine Moränenreste gefunden wurden, die Hinweise auf eine Vergletscherung wären.
Der Höhenzug Richtung Osten, der bei der Handalm beginnt, wird als einer der Belege für den ursprünglichen Aufbau der Koralpe gesehen, er gilt als Hinweis auf ein tektonisches Nordwest–Südoststreichen dieses Gebirges, welches erst später durch eine Nord-Süd-Ausrichtung überarbeitet wurde. Die Handalm liegt auch am Nordrand einer flachen, im Gelände ohne Fachinformation nicht mehr erkennbaren Aufwölbung des Koralpen-Gebirgsblocks, der „Wolfsberger Antiklinale“.
Ob sich das Vorkommen von Lithium, das südlich der Weinebene entdeckt wurde, bis in den Bereich der Handalm zieht, ist offen, weil die Ausmaße dieses Vorkommens noch nicht erforscht sind.

## Felsöfen
Charakteristisch für die Handalm sind eine Reihe von Felsgruppen (Öfen), die aus dem ansonst nur leicht gewellten Almboden herausragen. Dabei handelt es sich um die Ergebnisse ungleichmäßiger Verwitterung des Gesteins, aus dem die Handalm besteht. Die Felsgruppen bestehen aus mehr oder weniger dicken Stapeln von Gneisplatten. Dieser Bereich der Handalm gehört zu einer Tagesetappe des Koralm Kristall Trails.

Handalmöfen
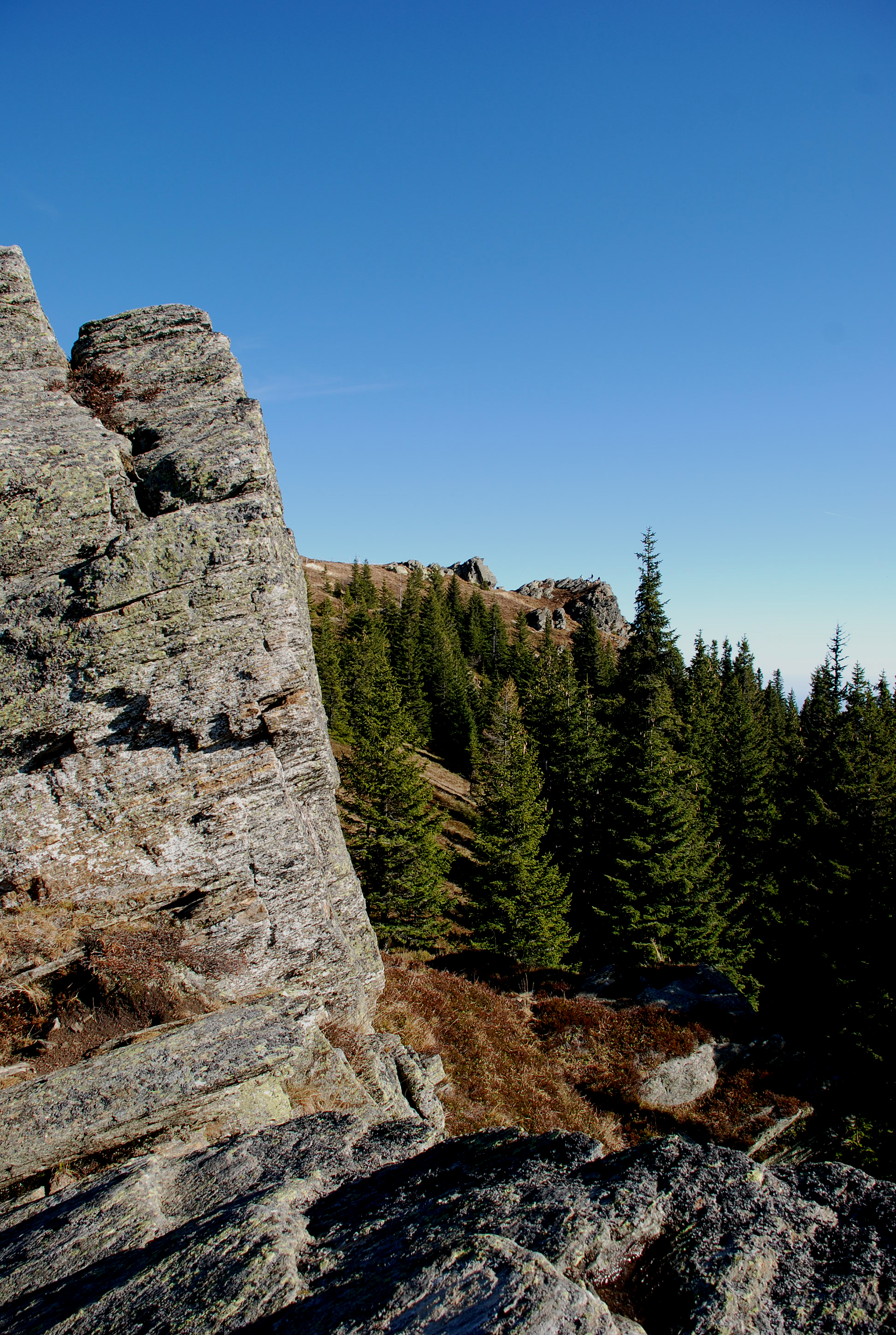
Südwand eines Ofens an der Südseite der Handalm auf dem Weg zum Handhöhkreuz
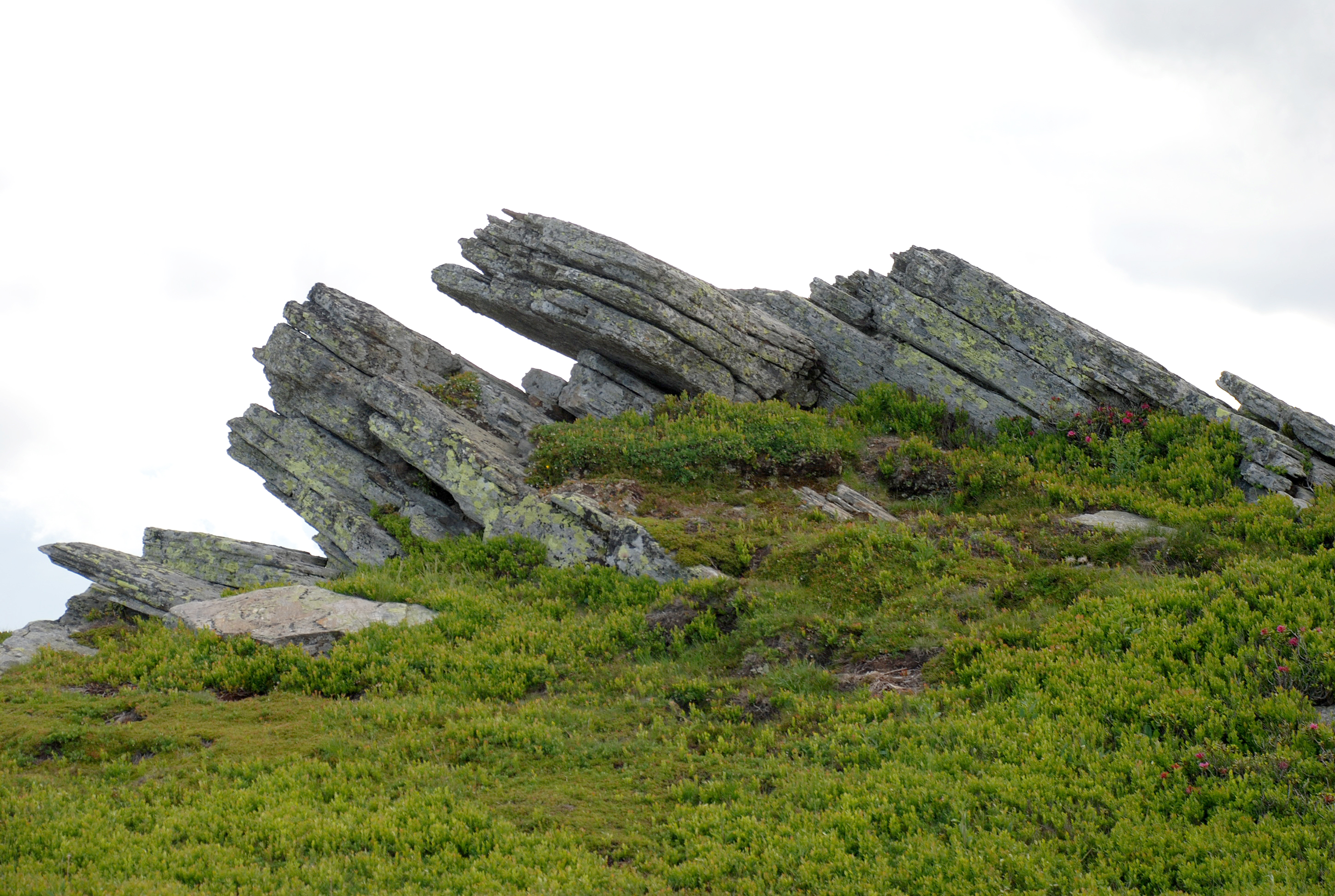
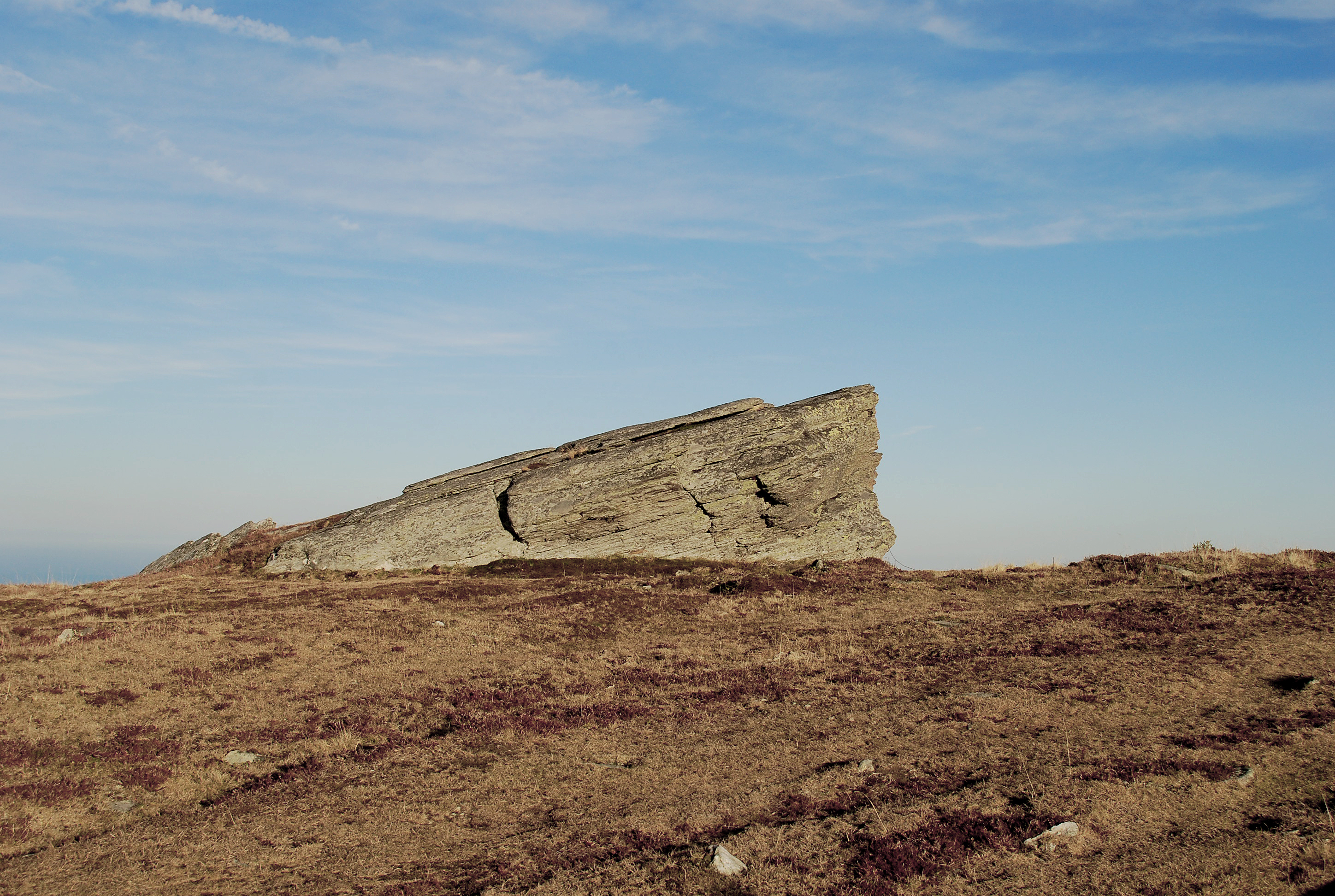
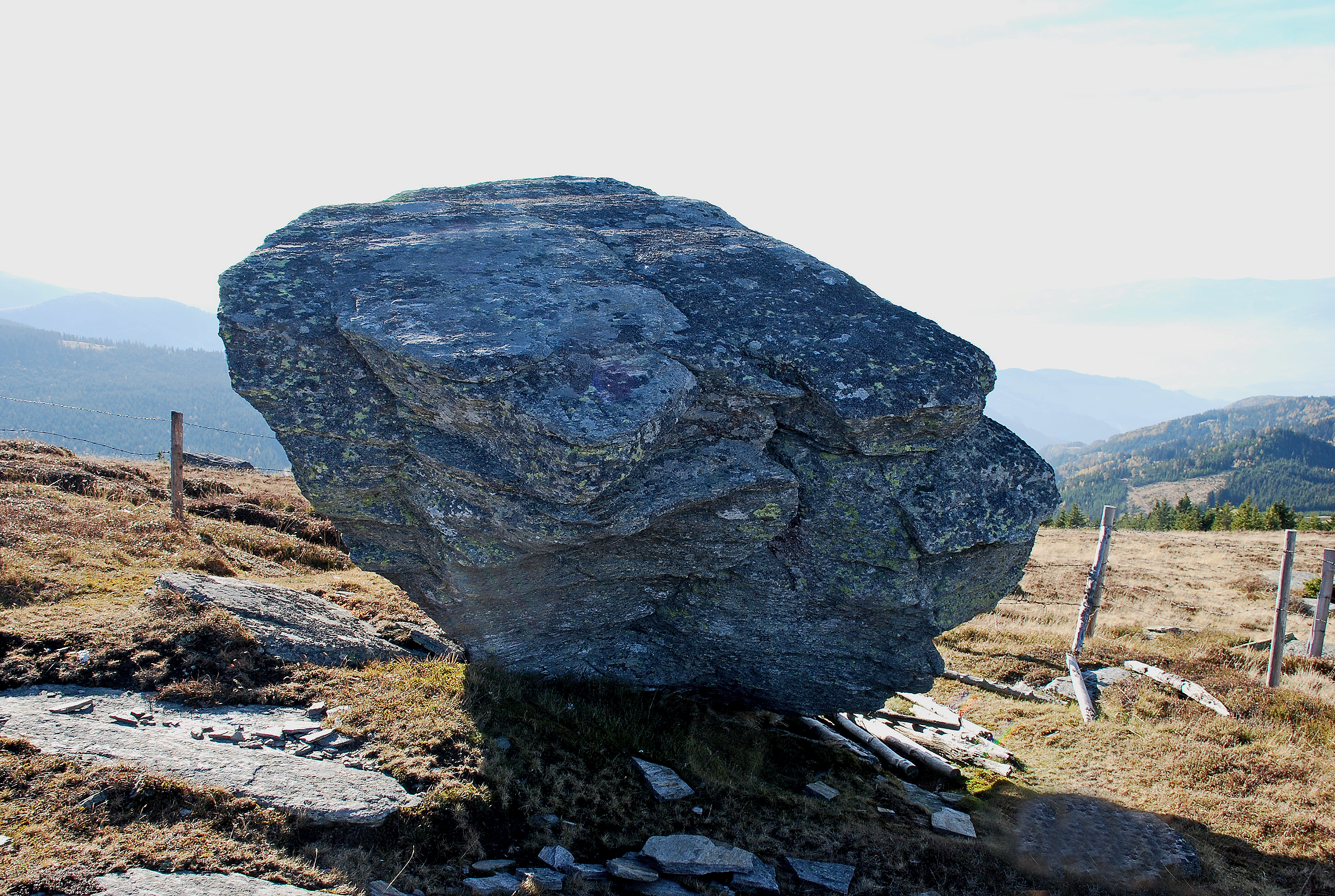

Positionen von drei Öfen:
Handalmofen 1,
Handalmofen 2,
Handalmofen 3

## Vegetation

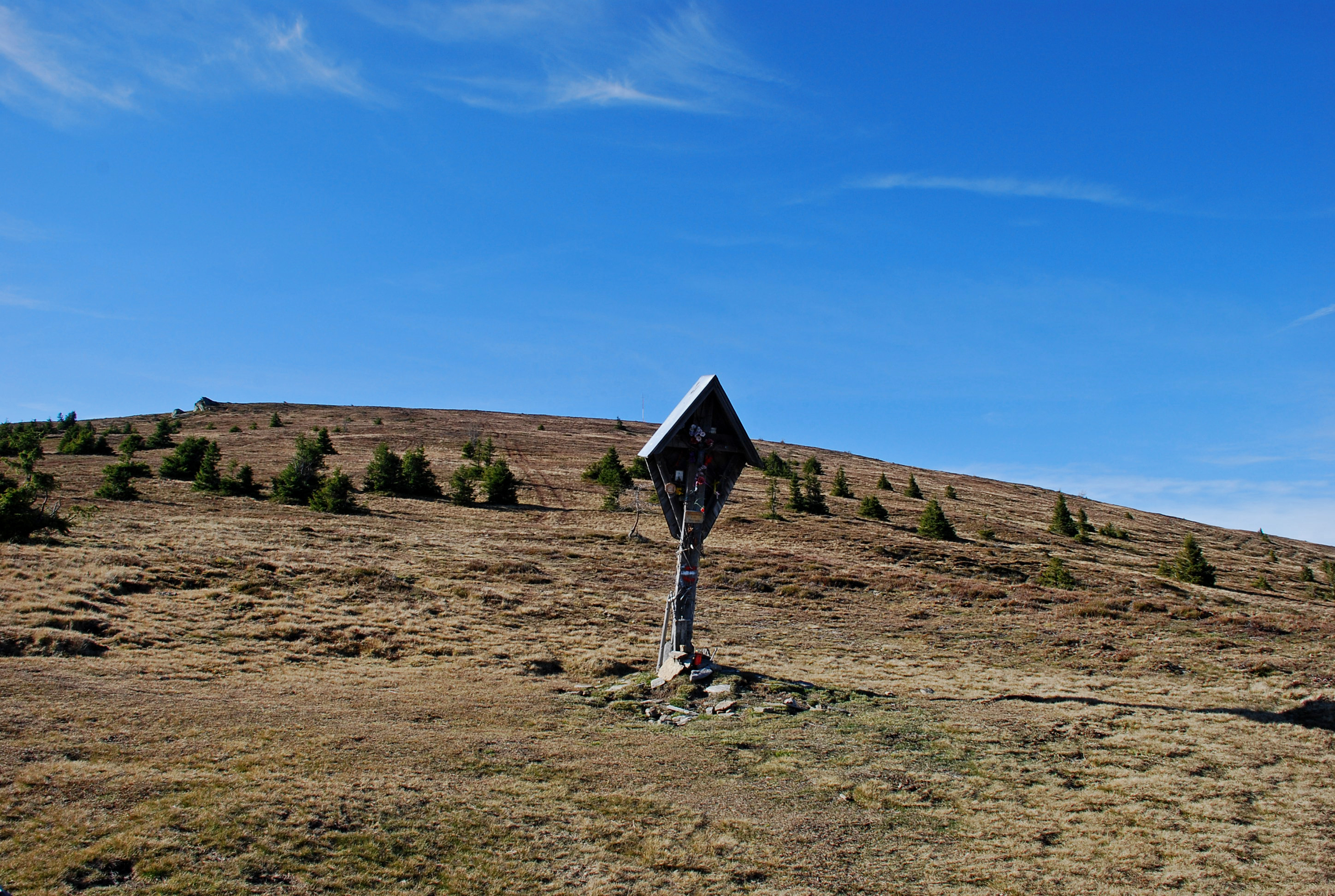
Handhöhkreuz vor dem Handalm-Osthang

Die Vegetation gehört zur subalpinen bis alpinen Höhenstufe. Die Handalm ist bis zur Baumgrenze mit Fichtenwald bewachsen, an den Bewuchs aus Latschen anschließt. Der Boden ist im Wald mit Rohhumus und dort, wo sich der Baumbestand lockert, auch mit Schwarzbeersträuchern, Borstgras, Farn, Moosen und Horsten von Almrausch bedeckt. Pflanzen der Nieswurz sind häufig, weil sie wegen ihrer Giftigkeit vom Weidevieh nicht angenommen werden. Die Vegetation des Gipfelbereiches besteht aus Flechten und Moosen, die den Boden als Matte bedecken, an anderen Flächen, besonders an den Hängen, liegen Borstgrasweiden.

## Erschließung
Die Handalm ist durch Wanderwege erschlossen: Sie liegt am Europäischen Fernwanderweg E6, dem Nord-Süd-Weitwanderweg 05, dem Steirischen Landesrundwanderweg, dem Kärntner Rundwanderweg und an der Via Alpina (violetter Weg, Etappe A 18). Weitere regionale Wanderwege, wie der Koralm-Kristall-Trail und der Lavanttaler Höhenweg führen ebenfalls über die Handalm. Die einzige öffentliche Straße ihres Einzugsgebietes ist die Straße über die Weinebene im Süden. Von dort aus ist der Gipfelbereich der Handalm über einen teilweise steilen Wanderweg je nach Übung in ungefähr 20–40 Minuten zu erreichen (circa ein Kilometer und 200 Höhenmeter). Eine Straße, die an der Weinebene abzweigte, führte bis in die 1940er Jahre über den Südhang der Handalm, den Standort des Handalmkreuzes und die Posch-Alm Richtung Osterwitz. Sie war damals noch mit Geländefahrzeugen passierbar,
ist aber danach verfallen und nur mehr in Resten erkennbar. Der Wanderweg zum Handalmkreuz folgt teilweise dem Verlauf dieser alten Straße.

## Wolfstein
Im Nordwesten des Handalmzuges befindet sich am Wildbachsattel der Wolfstein. Das ist ein Gedenkstein, der an die Erlegung eines großen Wolfes am 5. März 1914 erinnert: Dieses Tier hatte 1913 das mittlere Koralpengebiet in Unruhe versetzt, zahlreiche Schafe, Rinder und andere Haustiere gerissen und war zum Gegenstand lokaler Mythen geworden. Es war zur damaligen Zeit der letzte Wolf dieses Gebietes und wurde als „Bauernschreck“ bezeichnet.

## Windpark Handalm

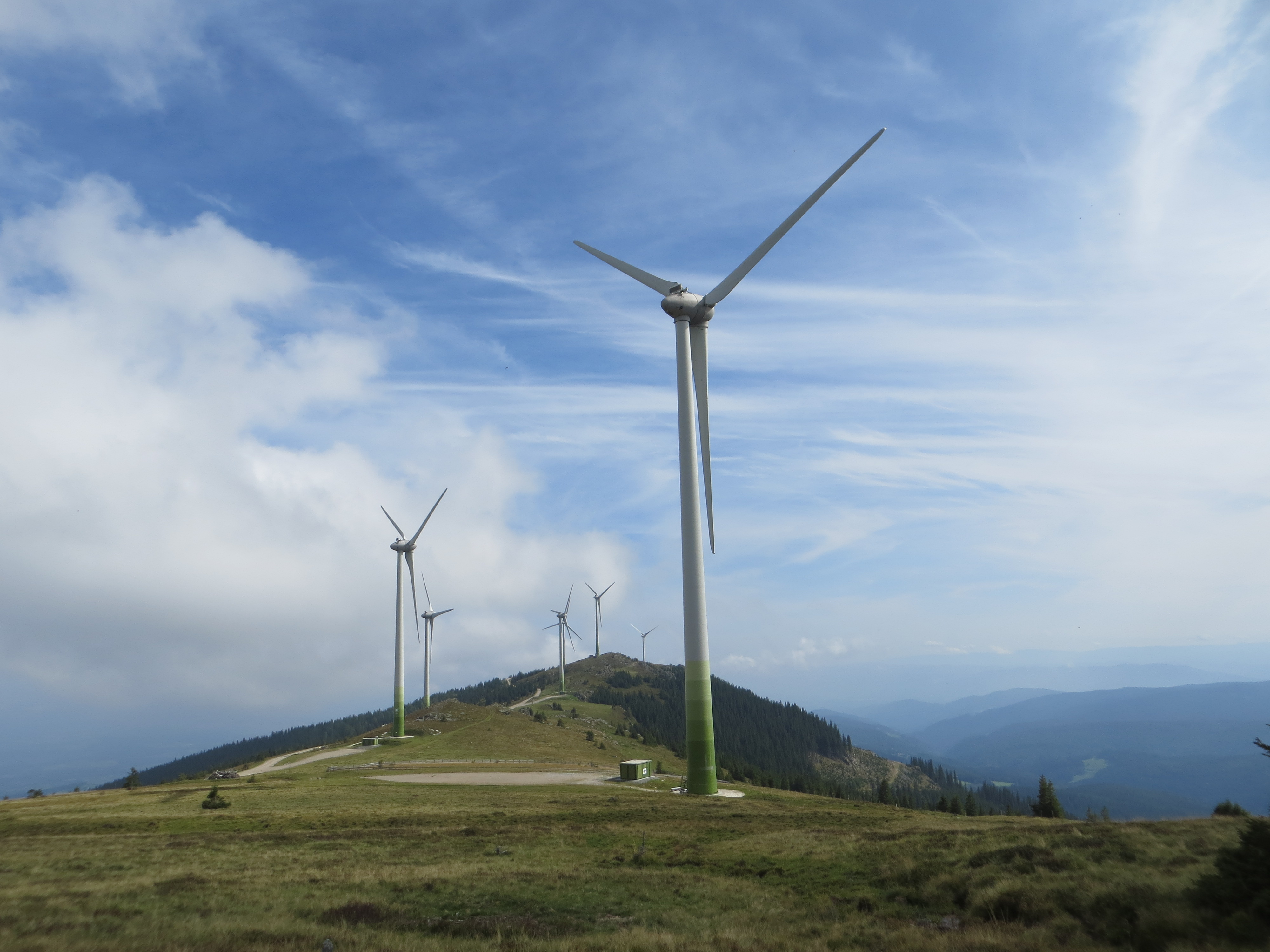
Richtung Südosten

Im Zentrum der Felsgruppen auf der Hochebene der Handalm befand sich von 2012 bis 2016 der Stahlmast einer Wetterstation. Dieser Mast ist 50 Meter hoch und mit Stahlseilen nach drei Seiten abgespannt. Er war Teil der aus drei solchen Masten bestehenden Windmessanlage Handalm und Weinebene.
Ein zweiter Mast befand sich beim Weinofen südlich der Weinebene, ein dritter am Weberkogel nordwestlich der Handalm. Diese Messstationen gehörten zu den Vorbereitungen für den Windpark Handalm.
Die Handalm liegt in einer Vorrangzone für die Nutzung von Windenergie, die von der Steiermärkischen Landesregierung im Entwicklungsprogramm für den Sachbereich Windenergie (Sapro Windenergie)
im Juni 2013 beschlossen wurde. Ausgewiesen sind drei Quadratkilometer entlang des etwa fünf Kilometer langen Grats von der Brandhöhe bis zum Kumpfkogel.
Es waren in diesem Gebiet im Rahmen des NER300-Programms
elf Turbinen mit 72.600 MWh jährlich geplant. Das Projekt gehörte 2012 zu den an oberster Stellen gereihten Projekten für eine Förderung aus Mitteln der Europäischen Union.
Der Windpark Handalm wurde im Dezember 2012 mit einem Betrag von maximal 11,3 Millionen Euro in die Liste der geförderten Projekte aufgenommen.
Es wurde diskutiert, die aus der Windkraft gewonnene Energie zum Betrieb eines Pumpspeicherkraftwerkes in der näheren Umgebung zu verwenden und somit speicherbar zu machen.
Nach Abschluss der Umweltverträglichkeitsprüfung, die derzeit im Fokus eines Ermittlungsverfahrens wegen Amtsmissbraucht liegt, wurde im März 2016 der Beginn der Arbeiten am Windpark für Sommer 2016 angekündigt. Es entstanden 13 Windräder mit einer Gesamtleistung von 39 Megawatt (MW), die Gesamtmenge des erzeugten Öko-Stroms wird bei 76 Gigawattstunden (GWh, Millionen Kilowattstunden) im Jahr liegen, was nur (freilich windabhängig) um etwa 6 GWh weniger ist als die Energiemenge aus dem Murkraftwerk Graz. Die Arbeiten am Windpark dauerten zwei Jahre, für sie waren 150 Einzelauflagen zum Schutz von Wildtieren, Vögeln, Fledermäusen und der umliegenden Almen- und Waldflächen vorgesehen. Das Gebiet der Windräder wird durch eine Verlängerung einer bestehenden Forststraße erschlossen, welche von der Weinebenstraße abzweigt. Ab Oktober 2017 versorgen die Windräder mehr als 21.000 Haushalte mit Strom. Die Rotorblätter haben einzeln ein Gewicht von 8 Tonnen, ein Windrad hat einen Durchmesser von 82 Metern, die Anlagen sind jeweils ca. 120 Meter hoch. Ein Fundament wiegt rund 1000 Tonnen, eine Nabe (in 78 Meter Höhe) rund 19 Tonnen, 58 Millionen Euro wurden in die Anlage investiert. Die Windkraftanlage ist durch eine 17 km lange Transportleitung mit dem Umspannwerk Deutschlandsberg verbunden.
Der Windpark wurde am 24. Oktober 2017 eröffnet. Für das darin betriebene 100. steirische Windrad, das mit dem Namen „Renate“ versehen wurde, hatte die Schirennläuferin Renate Götschl die Patenschaft übernommen.